# 2005-ös FIFA-klubvilágbajnokság-döntő
A 2005-ös FIFA-klubvilágbajnokság-döntőjét december 18-án játszotta a 2004–2005-ös UEFA-bajnokok ligája győztese, az angol Liverpool és a 2005-ös Copa Libertadores győztese, a brazil São Paulo. A helyszín a jokohamai Nemzetközi Stadion volt, a találkozót 1–0-ra a São Paulo nyerte meg, Mineiro góljával. Az brazil csapat első klubvilágbajnoki/Interkontinentális kupa győzelmét szerezte. A mérkőzés legjobbja Rogério Ceni lett.

## Út a döntőbe
| São Paulo                            | Csapat       | Liverpool                                    |
| ------------------------------------ | ------------ | -------------------------------------------- |
| CONMEBOL                             | Konföderáció | UEFA                                         |
| A 2005-ös Copa Libertadores győztese | Kvalifikáció | A 2004–2005-ös UEFA-bajnokok ligája győztese |
| ál-Ittihád 3–2                       | Elődöntő     | Saprissa 3–0                                 |

## A mérkőzés
| 2005. december 18. 19:20 |

| São Paulo   | 1–0               | Liverpool |
| ----------- | ----------------- | --------- |
| Mineiro 27' | (1–0) Jegyzőkönyv |           |

| Nemzetközi Stadion, Jokohama Nézőszám: 66,821 Játékvezető: Benito Archundia (mexikói) |

| São Paulo | Liverpool |

| GK            | 1  | Rogério Ceni () | 90' |     |
| SW            | 5  | Diego Lugano    | 57' |     |
| CB            | 3  | Fabão           |     |     |
| CB            | 4  | Edcarlos        |     |     |
| RWB           | 2  | Cicinho         |     |     |
| LWB           | 6  | Júnior          |     |     |
| CM            | 7  | Mineiro         |     |     |
| CM            | 8  | Josué           |     |     |
| AM            | 10 | Danilo          |     |     |
| SS            | 14 | Aloísio         |     | 75' |
| CF            | 11 | Márcio Amoroso  |     |     |
| Cserék:       |    |                 |     |     |
| FW            | 9  | Grafite         |     | 75' |
| Vezetőedző:   |    |                 |     |     |
| Paulo Autuori |    |                 |     |     |

| GK             | 12 | Pepe Reina              |  |     |
| RB             | 3  | Steve Finnan            |  |     |
| CB             | 4  | Sami Hyypiä             |  |     |
| CB             | 23 | Jamie Carragher         |  |     |
| LB             | 2  | Stephen Warnock         |  | 79' |
| DM             | 22 | Mohamed Sissoko         |  | 79' |
| RM             | 8  | Steven Gerrard ()       |  |     |
| CM             | 14 | Xabi Alonso             |  |     |
| LW             | 7  | Harry Kewell            |  |     |
| SS             | 10 | Luis García             |  |     |
| CF             | 19 | Fernando Morientes      |  | 85' |
| Cserék:        |    |                         |  |     |
| DF             | 6  | John Arne Riise         |  | 79' |
| FW             | 11 | Florent Sinama Pongolle |  | 79' |
| FW             | 15 | Peter Crouch            |  | 85' |
| Vezetőedző:    |    |                         |  |     |
| Rafael Benítez |    |                         |  |     |

| A mérkőzés legjobbja: Rogério Ceni (São Paulo) Asszisztens: Héctor Vergara (Kanada) Arturo Velázquez (Mexikó) Negyedik játékvezető: Fourth official: Toru Kamikawa (Japán) | Szabályok - 90 perc játékidő. - 30 perc hosszabbítás döntetlen esetén. - Tizenegyesek ha nincs döntés. - Tizenkét nevezhető csere. - Maximum három cserelehetőség. |

### Statisztika
|                      | São Paulo | Liverpool |
| -------------------- | --------- | --------- |
| Gól                  | 1         | 0         |
| Összes lövés         | 4         | 21        |
| Kaput eltaláló lövés | 2         | 8         |
| Labdabirtoklás       | 47%       | 53%       |
| Szöglet              | 0         | 17        |
| Szabálytalanság      | 15        | 17        |
| Les                  | 2         | 7         |
| Sárga lap            | 2         | 0         |
| Piros lap            | 0         | 0         |